# کریس رابینسون (خواننده)
کریس رابینسون (به انگلیسی: Chris Robinson) (زاده ۲۰ دسامبر ۱۹۶۶) موسیقی‌دان و خواننده آمریکایی است.